# رونيت القبص
رونيت القبص (بالعبرية: רונית אלקבץ)‏ (27 نوفمبر 1964 في بئر السبع - 19 أبريل 2016)، ممثلة ومخرجة إسرائيلية من اصول يهودية مغربية بدأت مسيرتها الفنية عام 1990.

## الأعمال
- لاتخاذ زوجة (2004)

## وصلات خارجية
- رونيت القبص على موقع IMDb (الإنجليزية)
- رونيت القبص على موقع قاعدة بيانات الأفلام العربية
- رونيت القبص على موقع ألو سيني (الفرنسية)
- رونيت القبص على موقع أول موفي (الإنجليزية)
- رونيت القبص على موقع قاعدة بيانات الأفلام السويدية (السويدية)
- رونيت القبص على موقع قاعدة بيانات الفيلم (الإنجليزية)
- رونيت القبص على موقع كينوبويسك (الروسية)